# Юлдашев, Тахир Абдулхалилович
Тахи́р Абдулхали́лович Юлда́шев (2 октября 1968 — 27 августа 2009, Пакистан) — узбекский радикальный исламист, основатель и лидер Исламского движения Узбекистана. Созданная им организация тесно сотрудничала с Аль-Каидой, за что была включена и поныне находится в списке Иностранных террористических организаций Государственного Департамента США.
Участник Афганской войны (на стороне СССР), Баткенских событий, гражданской войны в Афганистане (1992—2001), войны в Афганистане, Вазиристанской войны (на стороне исламистов).
В средствах массовой информации он получил прозвище «центральноазиатского террориста №1».

## Биография
Родился в махалле Рафик Мумин г. Намангана, в бедной семье. Срочную военную службу проходил в рядах Ограниченного контингента Советских войск в Афганистане. По окончании службы вернулся в родной Наманган, где, увлёкшись идеями радикального ислама, стал одним из активистов и руководителей неправительственных исламских организаций. Провозгласив себя эмиром, в 1991 году организовал и возглавил исламистскую организацию «Адолат уюшмаси» («Общество справедливости»), впоследствии принял активное участие в создании экстремистской организации «Ислом лашкарлари», а также являлся одним из основателей военизированной группировки «Товба». В период безвластия, последовавшего после распада СССР, создал в Намангане параллельные властные структуры, в составе которых исполнял функции шариатского судьи. В Уйчинском районе Наманганской области находилась тюрьма, где содержались осуждённые преступники и противники установленного Т. Юлдашевым режима. В 1993 году бежал в Афганистан. Вместе с Джумой Намангани в 1996 году создал Исламское движение Узбекистана.
Трое братьев Тахира Юлдашева — Мадамин, Мухаммад и Зохиджон — были арестованы узбекскими спецслужбами в 1997 году. Однако его мать Кароматхон спокойно и открыто жила в Намангане
Мать Тахира Юлдашева живя в Узбекистане,на протяжении многих лет подвергалась гонениям и лишения всяких социальных прав, со стороны центральной и местной власти Узбекистана. Её вынуждали отречься от сына и публично выступать по заранее подготовленными текстами изобличающими его деяния и проклятиями . Всё это она делала под прессингом спецслужб и общественности, чтобы сохранить и спасти остальных членов семьи оставшихся в Узбекистане.. Периодически она была вынуждена выступать по местному телеканалу с проклятиями в адрес сына.
В 1999 году Тахир Юлдашев организовал и руководил вторжением исламских боевиков через Таджикистан в Баткенскую область Киргизии. Однако в ходе боёв вторжение исламистов было отбито и боевики вернулись в Афганистан.
17 ноября 2000 года приговором Верховного суда Узбекистана Т. Юлдашев был признан виновным в организации террористических актов в г. Ташкенте 16 февраля 1999 года, расцененных официальными властями, как попытка государственного переворота, и заочно приговорён к смертной казни.
В конце 1999 — начале 2000 года Т. Юлдашев развернул активную деятельность с целью объединить все силы, оппозиционные президенту Узбекистана Исламу Каримову.
Укрывался на территории Афганистана, во главе отряда боевиков примкнул к движению Талибан, в период проведения контртеррористической операции НАТО отступил в Пакистан. Утратив возможность руководить исламистским движением Узбекистана непосредственно, продолжал вести пропаганду идей ИДУ путём видеозаписи собственных лекций и воззваний, которые до настоящего времени распространяются его сторонниками среди радикально настроенных мусульман в странах Средней Азии.
Информация об уничтожении Т. Юлдашева неоднократно распространялась как представителями сил международной коалиции, так и афганской полицией. Согласно последнему сообщению, лидер ИДУ был тяжело ранен в результате ракетного удара, нанесенного американским беспилотным летательным аппаратом в августе 2009 года и впоследствии скончался в госпитале, однако представители Исламского движения Узбекистана опровергали данную информацию вплоть до 2010 года.